# Antal Kovács
Antal Kovács (Paks, 28 maggio 1972) è un ex judoka ungherese.

## Palmarès

### Olimpiadi
- 1 medaglia:
  - 1 oro (Barcellona 1992 nei -95 kg)

### Mondiali
- 2 medaglie:
  - 1 oro (Hamilton 1993 nei -95 kg)
  - 1 argento (Monaco di Baviera 2001 nei 100 kg)

### Europei
- 6 medaglie:
  - 1 argento (Bucarest 2004 nei 100 kg)
  - 5 bronzi (Parigi 1992 nei 95 kg; Atene 1993 nei 95 kg; Maribor 2002 nei 100 kg; Düsseldorf 2003 nei 100 kg; Budapest 2004 nell'open)